# Nouvelle-Angoulême

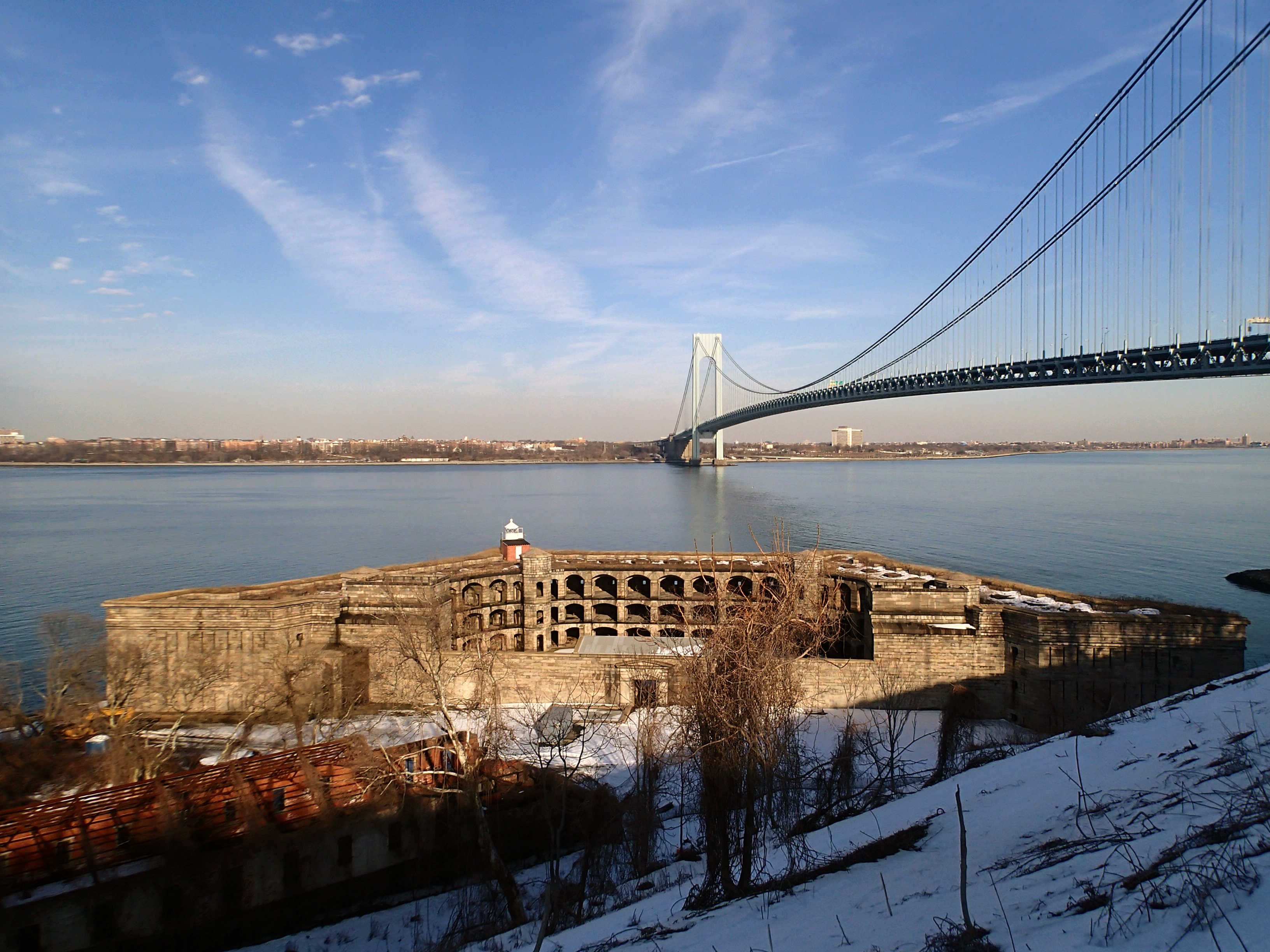
Verrazzano-Narrows Bridge in New York

Nouvelle-Angoulême was de naam die Giovanni da Verrazzano gaf aan de monding van de Hudsonrivier in New York Bay, op 17 april 1524. Dit was een eeuw voor de namen Hudsonrivier, Nieuw-Amsterdam of New York bestonden. Nouvelle-Angoulême was nooit een Franse kolonie met kolonisten, maar een naam in zijn reisverslag.

## Historiek
Da Verrazzano was een Florentijn die in opdracht van de koning van Frankrijk, Frans I, op prospectie ging voor kolonies in Amerika, dat toen nog bestempeld was als Indië. Hij gaf de naam Nouvelle-Angoulême ter ere van het graafschap Angoulême, dat het stamland was van Frans I. Hij was niet alleen financieel ondersteund door Frans I, maar ook door Italiaanse bankiers en handelaars in Lyon.
In juni 1523 voeren vier Franse schepen uit uit Le Havre, een haven in het koninkrijk Frankrijk. Via de Spaanse en Portugese kusten bereikten ze Madeira. Vandaar ging de oversteek westwaarts over de Atlantische Oceaan. Slechts een van de vier schepen bereikte Amerika: het was La Dauphine, een klein karveel; de andere drie waren gezonken. Da Verrazzano en zijn bemanning bereikten in maart 1524 de kust van wat later Noord-Carolina werd. Noordwaarts ontdekten ze wat later New York Bay werd; het was 17 april 1524. Da Verrazzano beschreef in zijn reisverslag de schoonheid van de baai, het eiland Manhattan in de rivier en de bomen naast de rivier. Bovendien ontmoette hij er Lenni-Lenape in kano’s met wie hij goede contacten aanknoopte. Hij beschreef de mannen en vrouwen van Lenni-Lenape als knappe mensen.
Nadien keerde het gezelschap naar Frankrijk terug. Met zijn reisverslag poogde Da Verrazzano koning Frans I warm te maken om in Nouvelle-Angoulême een kolonie te stichten. Frans I zat evenwel in Spaanse gevangenschap na het debacle in de Slag bij Pavia (1525); Frans I mocht zijn ambities om keizer te worden van het Heilige Roomse Rijk opbergen. Met het reisverslag van Da Verrazzano gebeurde er verder niets want Frans I had duidelijk andere kopzorgen als gevangene van keizer Karel V. Frans I heeft het nooit gelezen. De Franse namen aan de oostkust van Amerika gingen in de vergetelheid.
In 1950 maakte de Fransman Jacques Habert in zijn thesis aan de Columbia University ophef. Zijn stelling was dat Henry Hudson in 1609 niet de eerste Europeaan was die de Hudsonbaai ontdekte. Het was Da Verrazzano zowat een eeuw tevoren, in Franse dienst. Het oorspronkelijk reisverslag van Da Verrazzano is verloren gegaan. Wel had hij een kopie gemaakt en naar een bankier in Rome gestuurd. Deze kopie dook op in de Verenigde Staten in 1911. Voor de Italiaanse gemeenschap in New York lag de primeur van de ontdekking bij een Italiaan, en niet bij een Frans konvooi.
De brug over The Narrows is genoemd naar Da Verrazzano: de Verrazzano-Narrows Bridge. Verder dan deze brug zou Da Verrazzano nooit stroomopwaarts getrokken zijn.